# Sergiusz IV
Sergiusz IV (łac. Sergius IV, właśc. Pietro di Luna, przydomek Os Porci lub Bucca Porci; ur. w Rzymie, zm. 12 maja 1012) – papież w okresie od 31 lipca 1009 do 12 maja 1012.

## Życiorys
Był synem Piotra, szewca z dzielnicy rzymskiej Ad Pinea i Stefanii; jego prawdziwe imię to Piotr o przydomkach Os Porci lub Bucca Porci („świński ryj”). Przed wstąpieniem na Stolicę Piotrową był  od 1004 roku  biskupem Albano. Swoją nominację zawdzięczał Janowi Krescencjuszowi, patrycjuszowi rzymskiemu.
Zmienił imię na Sergiusz ze względu na szacunek dla Piotra Apostoła. Na prośbę króla Niemiec Henryka II, wysłał legatów papieskich na konsekrację katedry w Bambergu, a także zatwierdził stan posiadania arcybiskupstwa w Merseburgu. 
Encyklika z 18 października 1009 roku, przypisywana jemu a nakazująca całemu światu chrześcijańskiemu zorganizowanie krucjaty do Ziemi Świętej w celu odzyskania Jerozolimy i pomsty za zniszczenie Grobu Pańskiego, jest niemal na pewno fałszywa.
Zmarł 12 maja 1012 roku i został pochowany w bazylice św. Jana na Lateranie. Jego śmierć zbiegła się w czasie ze śmiercią Jana Krescencjusza (18 maja 1012), co dało podstawę do przypuszczeń, że obaj nie zmarli z przyczyn naturalnych. Chociaż nosił przydomek „Świński Pysk”, cieszył się szacunkiem ludu, o czym świadczy epitafium umieszczone na jego grobie: „Był chlebem głodnych, odzieżą nagich, nauczycielem ludu, pasterzem przez wszystkich czczonym”